# 12984 Lowry
12984 Lowry è un asteroide della fascia principale. Scoperto nel 1979, presenta un'orbita caratterizzata da un semiasse maggiore pari a 2,8409674 au e da un'eccentricità di 0,0795994, inclinata di 2,47411° rispetto all'eclittica.
L'asteroide è dedicato all'astronomo Stephen C. Lowry.